# نوتلبن
نوتلبن (به آلمانی: Nottleben) یک شهر در آلمان است که در گوتا واقع شده‌است. نوتلبن ۴۵۰ نفر جمعیت دارد.